# Aralia bipinnata
Aralia bipinnata là một loài thực vật có hoa trong Họ Cuồng. Loài này được Blanco mô tả khoa học đầu tiên năm 1837.